# Laubierpholoe swedmarki
Laubierpholoe swedmarki är en ringmaskart som först beskrevs av Laubier 1975.  Laubierpholoe swedmarki ingår i släktet Laubierpholoe och familjen Pholoidae. Arten har ej påträffats i Sverige. Inga underarter finns listade i Catalogue of Life.